# Bloška Polica
Bloška Polica este o localitate din comuna Cerknica, Slovenia, cu o populație de 83 de locuitori.